# Lapsus memoriae
La locuzione latina lapsus memoriae (o mnemonico), tradotta letteralmente, significa errore della memoria.
Questo tipo di lapsus è spesso dovuto a momentanee confusioni o a vuoti di memoria e quindi all'affiorare di pensieri dall'inconscio e dal subconscio, i quali, altrimenti, non sarebbero mai emersi. Il lapsus memoriae a volte può causare un lapsus linguae, altre, invece, un lapsus calami.